# السخرية في شعر أحمد مطر
في هذه المقالة سنتحدث عن السخرية في شعر أحمد مطر مستعينين بكتاب الأعمال الكاملة الخاص به.
في البداية سنذكر نبذة عن حياته، سنتحدث عن بدايته الجريئة التي كانت السبب في تركه موطنه وهربه إلى الكويت.
ثم عمله بجريدة القبس الكويتية ولقائه بناجي العلي الذي أصبح صديقه ورفيق دربه فيما بعد.
وبفضل جرأتهما اللاذعة التي ضاقت السلطات الكويتية بها، اضطر الرحيل إلى لندن، وهناك تم اغتيال ناجي العلي، تاركا أحمد مطر ليكمل طريقه وحيدا.
ونختتم النبذة بنصائح يقدمها للقراء والسلطات الحاكمة والشعراء العرب وأخيرا الاعلام العربي. 
بعد ذلك نذكر أهم أعماله من دواوين شعرية ومقالات.
وندخل في صلب الموضوع عندما نذكر المعنى اللغوى والاصطلاحى لمفهوم كلمة السخرية،
ونورد ذكر الأسباب التي تجعل البعض يستخدمون السخرية،
ثم نذكر أهم المميزات التي تميز شعر أحمد مطر،
وفي نهاية المقال نخص بالذكر بعض الأمثلة الموضحة للسخرية في شعره.

## نبذة عن أحمد مطر
أحمد مطر هو شاعر ومناضل عراقي ولد 1950م في قرية التنومة بالبصرة في العراق، انتقلت أسرته إلي محلة الأصمعي وهي إحدي محلات البصرة، وبالأصمعى أكمل أحمد دراسته الابتدائية في مدرسة العدنانية، ثم دفعه الفقر للانتقال إلي بغداد، وبالتحديد إلي منطقة الزعفرانية ليعيش في كنف أخيه الأكبر (علي)، وهناك دخل المدرسة المتوسطة وفي هذه المرحلة بدأت تظهر علية آيات النبوغ والذكاء.
أول قصيدة كتبها وهو في الصف الثالث من هذه المرحلة المتوسطة، أي في سن الرابعة عشر، وكانت تتألف من سبعة عشر بيتا، ولم تخرج تلك القصيدة عن نطاق الغزل والهيام بحكم مرحلته العمرية، وكان مطلع القصيدة:

وإذا نظرنا إلي القصيدة نجد سبكا أكبر من سنه، فحينما عرضت تلك القصيدة في حينها علي أحد المختصين فلم يصدق أنها لطالب ما زال في المرحلة المتوسطة، ثم أخذ أحمد مطر يكتب القصائد في ذكري المواليد مولد الرسول الكريم (صلي الله عليه وسلم) وعلي (ع)، ومما كتبه بهذا الخصوص وهو في المرحلة المتوسطة، قصيدة مطلعها: 

وجاء فيها قوله: 
ونظرا للأحداث السياسية التي كانت تمر بها البلاد وقتها، دخل الشاعر المعترك السياسي مرغما، وفي هذا الصدد يقول الشاعر: «ألقيت بنفسي مبكرا في دائرة النار، عندما تكشفت لي خفايا الصراع بين السلطة والشعب، ولم تطاوعني نفسي علي الصمت أولا، وعلي ارتداء ثياب العرس في المأتم ثانيا، فجذبت عنان جوادي ناحية ميدان الغضب»
فذاع صيته بين الناس مما جلب له بعد ذلك الألم والسجن، وفي هذه الفترة رزيء بفقد شقيقه الأصغر (زكي) بحادث سيارة مفتعل، وسرعان ما تبعه شقيقه الآخر (خالد) الذي كان منظره وهو متدل من حبل المشنقة لا يفارق أمه الثكلي التي ابيضت عيناها من الحزن علي أولادها، ولولا مشاركة الأب الذي كان هيكلا عظميا مسجي علي فراش المرض لها وتقاسمه العذاب معها لما استطاعت احتمال فقد أولادها.كل ذلك اضطره إلي اللجوء إلي الكويت. وأوجز الشاعر أحمد مطر أسباب رحيله عن الوطن بقوله:
| السخرية في شعر أحمد مطر | سبعون طعنة هنا موصولة النزفِ تبدي ولا تخفي تغتال خوف الموت بالخوفِ سمّيتها قصائدي وسّمها يا قارئي: حتفي! وسّمني منتحراً بخنجر الحرفِ لأنني في زمن الزيفِ والعيش بالمزمار والدفِ كشفت صدري دفتراً وفوقه كتبت هذا الشعر بالسيفِ. | السخرية في شعر أحمد مطر |

## أحمد مطر في الغربة
أصبح أحمد مطر بعد هجرته من العراق أحد شعراء المهجر، الذين تركوا الوطن دفاعا عن الوطن، ورضوا بالغربة خارجه خشية الاغتراب داخله، مثل حياة شريكه في النضال الشاعر العراقي الكبير محمد مهدي الجواهري الذي عرف بمواقفه من السياسة. فصبروا وكابدوا من أجل وطنهم وشعرهم تطبيقا بمقولة الحكيم الصيني«ولدوا فتعذبوا فماتوا». حيث يقول في ذلك الجواهري:
أمثال هؤلاء من الشعراء الأحرار هم الذين أعطوا للكلمة الشعرية معنى وكانو شوكة في ظهر الأنظمة العربية الظالمة، فقد التبست معالم الحياة مع عالمهم الشعري فرسموها للناس في أبهى صورة مع اختلاف القالب الشعري الذي وضعوا فيه تجاربهم فكل له نكهته وجماله، وتلك هي غاية الأدب في الحياة وبدونها لا لون فيه ولا طعم له ولا صوت فيه كما قال الشاعر محمود درويش وهو يوضح غاية الشعر فيقول:
| السخرية في شعر أحمد مطر | قصائِدُنا بلا لون ... ولا طَعْمٍ ... ولا صَوْتِ ... إذا لم تَحْملِ المصباحَ من بيتٍ إلى بيتٍ. وإنْ لَمْ يَفهَّم البُسطاء معانيها فأولى أن نُذَّريها ونَخْـلُد نحنُ للصمتِ. | السخرية في شعر أحمد مطر |

وبالمثل هكذا كانت رسالة الشاعر أحمد مطر الشعرية فهو إنسان حر أنف عيش الذلة والمهانة التي شرعتها سياسة الحكام في البلدان العربية من القهر وتكميم أفواه الأحرار بالقوة والترصد فأصبح لا مكان إلا للأخنع ولا حرية إلا للأجبن ولا صدق إلا للأكذب، ولا حياة إلا للأقوى فضاق الخناق على المبدعين والمتطلعين للحرية والملهمين الذين أنفوا دناءة تلك الحياة، ولعل قصيدة أحمد مطر في بساطة تعبيرها استطاعت أن تخترق نفوس عشاقه من المحبين ببراعته التي لخص بها سخطه عن تلك الرتابة المملة والمقيتة في حياة الناس وتخوفهم من نشوة المغامرة في ظل تلك الأنظمة الظالمة بقوله:
| السخرية في شعر أحمد مطر | قال أبي: في كل قطر عربي إن أعلن الذكى عن ذكائه. فهو: غبي | السخرية في شعر أحمد مطر |

وبالكويت عمل محررا ثقافيا في جريدة «القبس»، وكان آنذاك في منتصف العشرينيات من عمره، ومضى يدون قصائده التي أخذ نفسة بالشدة حتى لا تتعدى موضوعا واحدا، وان جائت القصيدة كلها في بيت واحد، وقال أحمد مطر في ذلك:
«وبالنسبة لشعر التفعيلة، فان الاختزال أمرا واردا لدى كثير من الشعراء، لكنه غالبا لا يختص بقصيدة تبدو قصيرة جدا ومتكاملة، بل مقاطع قصيدة طويلة، وهذا ما أفعله أيضا في بعض الأحيان، لكننى أترك مجالا لجعل كل مقطع قصيدة قائما بذاتتها، وبعبارة أخرى تشبه قصيدتى ذات المقاطع ديوانا صغيرا، كما أننى في جميع قصائدى أمارس الاختزال، مما يجعل هذا صفة شبه ثابتة، لا عملا يجيئ بالصدفة، فلدى قصائد كثيرة لا تستغرق الواحدة منها أكثر من تسع أو عشر كلمات.»
أخذ أحمد مطر يكتنز تلك القصائد وكأنه يدون يومياته ولكنها سرعان ما أخذت طريقها إلى النشر. فكانت «القبس» هي النافذة التي أطل من خلالها الي الجمهور.

## أحمد مطر وناجي العلي
وخلال عمله بالقبس التقى بناجي العلي رسام الكاريكاتير الفلسطيني صاحب الريشة الجريئة، وتوافق الاثنان ليصبحا أصدقاء ورفيقي كفاح، فكان أحمد مطر يبدأ الجريدة بلافتاته في الصفحة الأولى وكان ناجي العلي يختتمها بلوحته الكاريكاتيرية في الصفحة الأخيرة. 
ولكن اللهجة الصادقة التي كان أحمد مطر يكتب بها قصائدة، والتي كان ناجي العلي يرسم بها لوحاته الكاريكاتيرية لم تنل اعجاب السلطات الكويتية خاصة والمنطقة كانت تمر بحرب طاحنة، وسرعان ما ساءت علاقة أحمد مطر مع القبس، ولاسيما بعد (أن فتحت القبس له قوس الخيبة مع قصيدة اعد عيني وقصيدة الراحلة) فصارت (الراية) القطرية متنفسه علي العالم بعد أن نحرت الرقيب علي أعتاب لافتاته كما يقول أحمد مطر إكراما للحرية، وعن هذا الموضوع كتب الشاعر لافتة بعنوان (حيثيات الاستقالة) جاء فيها:
| السخرية في شعر أحمد مطر | أيتها الصحيفه الصدق عندي ثورة وكذبتي إذا كذبت مرة ليست سوي قذيفه! فلتأكلي ما شئت، لكني أنا مهما استبد الجوع بي أرفض أكل الجيفه. أيتها الصحيفه تمسحي بذلة وانطرحي برهبة وانبطحي بخيفه. أما أنا .. فهذه رجلي بأم هذه الوظيفة! | السخرية في شعر أحمد مطر |

في النهاية اضطر أحمد مطر وناجي العلي الهجرة الي مدينة الضباب لندن، واستقر أحمد مطر بها عام 1986م، وبالرغم من معاناته هناك من العنصرية والغربة والحنين الي الوطن  إلا أنه لم ييأس وإنما قابل ذلك بالرفض والثورة بجرأة فكان الهزء من الواقع العربي المتخلف شعاره. وعن حياته في بريطانيا كتب أحمد مطر ملخصا تلك الحياة فيقول: «أنا في بريطانيا دولة مستقلة، نمشي علي قدمين، نشتاق إلي أوجاع احتلالها ونهفو إلي المعركة من جديد لست سعيدا لأني بعيد عن صدي آهات المعذبين لأني احمل آهاتهم في دمي، فالوطن الذي أخرجني منه لم يستطع أن يخرج مني ولا أحب أن أخرجه ولن أخرجه».
وفي النهاية تم اغتيال ناجي العلي بيد القوى الغاشمة وبقي أحمد مطر وحيدا بعد وفاة رفيق دربه مناضلا بفكره وقلمه رغم المرض وجحود بني جلدته، وقال أحمد مطر في رثاء ناجي العلي:
| السخرية في شعر أحمد مطر | ناجي. تحجّرتِ الدموعُ بمحجري وحشا نزيفُ النارِ لي أحشائي لمّا هويْتَ هَويتَ مُتَّحـدَ الهوى وهويْتُ فيك موزَّعَ الأهواءِ لم أبكِ، لم أصمتْ، ولم أنهضْ ولم أرقدْ، وكلّي تاهَ في أجزائي ففجيعتي بك أنني.. تحت الثرى روحي، ومن فوقِ الثرى أعضائي أنا يا أنا بك ميتٌ حيٌّ ومحترقٌ أعدُّ النارَ للإطفاءِ | السخرية في شعر أحمد مطر |

## وصف لشخصية أحمد مطر وحياته
ولن نجد أبلغ مما قاله رؤوف الشحورى واصفا شخصية أحمد مطر وحياته في مجلة الوطن العربي -التي تصدر من باريس- حيث قال:
"ها شاعر لا يقف في (الطابور) لا يضيع في الزحام ولا يشبه الآخرين. لم يحمل كشة، ولم يفتح دكانا ولا سوبر ماركت، ولا يبيع بضاعة من نوع الألف صنف وصنف، ولا يغريك بتنوع البضاعة ولا بالتفنن في تغليفها بورق الهدايا وأشرطة الحرير الملونة، لا يدعوك الي قصيدة غزل في جلسة خبز وخمر وحشيش وقمر. ولا الي قصيدة مدح علي باب صاحب سلطان. ولا الي قصيدة فخر (لنجهل فوق جهل الجاهلينا). ولا الي قصيدة رثاء يلعب فيها دور النائحة لاستدرار الدموع. انه خارج الطابور. يقف وحيدا في جانب، ويقف الشعراء جميعا في جانب آخر، متفرد، متميز، استثنائي.
هذا شاعر لا يرتدي السموكن ولا يسكن القصور ولا يرتادها ولا يستلهم الوحي من تعاطي عقاقير الهلوسة أو كؤوس المنكر. لا يملك رصيدا في البنوك، لكنة من أصحاب الملايين في بورصة الكلمة، لا يملك عقارا محددا بعينه، لكنه سجل علي اسمه ملكية أراضي الأوطان العربية كلها في (السجل الشعري) لا في السجل العقاري. لا يهوى السياحة والتنقل في مقاعد الدرجة الأولي، ولا يسافر الا إذا كان مرغما علي التسفير، ولا يرحل الا إذا كان مرغما علي الرحيل، ومع ذلك فهو يرحل كل يوم الي كل الضمائر ويسافرالي كل القلوب بجواز سفر اسمه (لافتات)، أصدرته دولة اسمها الشعر، وختمته بختام اسمه الموهبة، وأرفقته بعبارة (رجاء تسهيل مهمة حامله)......
وهو شاعر يرتدي الملابس المرقطة، يسرى ليلا في مهام غامضة، يرتاد أقبية المقهورين وكهوف المظلومين، يحاورهم، يأخذ منهم صك توكيل، يستجوبهم، ويحرر معهم وباسمهم مذكرات جلب واحضار بحق المظلومين الي العدالة أمام محكمة التاريخ، فوراء كل مقهور قاهر، ووراء كل مظلوم ظالم، ووراء كل فقير ثرى سرق منه حصته في الحياة، ووراء كل (هزيمة) منتصر يتمتع بالسلطة والجاه والثروة والشهرة، ووراء كل جدار مخبز، وتحت كل حجر تقرير الي (سيدى الوالي المبجل).
وهو شاعر انتحار، ذهب الي الحرب متخليا عن الأسلحة التقليدية، لا مدفعة ثقيلة بعيدة المدى، ولا راجمات، ولا قاذفات عابرة للمحيطات، ولا صواريخ عابرة للقارات، ولا قنابل عنقودية أو جرثومية أو كيميائية أو ليزرية أو فراغية، يمتشق سلاحا فتاكا صنعه بنفسه، ويعرف سره هو وحده، ولا يحل شفرة معادلته وتركيبته غيره، يصنع كبسولات صغيرة من الشعر النووى شديد الانفجار، والقصائد المفخخة، يوزعها بعناية على أهدافه الإستراتيجية...واحدة تحت كل عمود من عواميد (الأنظمة)، وواحدة تحت كرسى (الرقيب)، وواحدة خلف مقعد (الوالي)، وواحدة يدسها سرا في جيب (المخبر) السري، وواحدة قرب جدار (السجان)، وواحدة في (جبن الإنسان)، وواحدة في حقيبة (القائد العميل)، وفي حلوق أبطال النفاق، وفي فوهة (كاتم الصوت)، وفي جعبة (الجند) الذين أطلقو سراح الجثة وصادرو الرأس فقط، وواحدة يخصصها أيضا لهدف لا يخطر علي البال.....
هذا شاعر يخوض الحرب وحيدا ضد كل قوى القهر باسم كل المقهورين دون أن يعقد حلفا مع أحد، وهي حرب لا متانهية في القدم، لا متناهية في الاستمرار، خاضها قبل أن يولد ويتابعها بعد أن يرحل، لا هدنة فيها، ولا تسوية، ولا تنازل، ولا صلح، ولا اعتراف، ولا (كامب)، وليس فيها الا غالب ومغلوب، منتصر ومهزوم."
ويلخص أحمد مطر حياته من المهد الي وقوفه على مشارف اللحد في قوله: «قبل ثلاثين عاما، غادر البيت فتي طري العود، مغضوب علي صوته الذي انطلق من فوق منصة تشتت المحيطون بها بين سجن وغربة وموت، فتي كان يحلم بعراق لا يمتهن كرامته، ولا يسرق حريته، ولا يكتم صوته، ولا يقتفي ظل قصيدته، فتي حمل الوطن معه وغادر، علي أمل عودة وشيكة إلي بيت أجمل والي أم أهلكها الانتظار، والي أب بسيط صابر، والي إخوة أحرار كالميلاد، لم يدر ذلك الفتي الغض أن ظهره سيظل عاريا طيلة ثلاثين عاما، وان للطغيان عمر الغربة ونوايا الشياطين، وانه سيسرق بعد عامين شقيقه الأصغر بحادث مفتعل، وسيعلق شقيقه الآخر علي واحدة من مشانق ألعابه، ويبخل علي أمه الثكلي حتي بشكل قبر، وانه سيكسر هيكل أب ظل يتلفت علي فراش الموت بحثا عن أبنائه، لم يكن ذلك الفتي الغض يعلم أن السنين الأجمل ستمضي من دون أن يغنم الحلم، وان عين الأم ستبقي معلقة علي الباب»
يتضح لنا من كل هذا أن أحمد مطر شاعر حقيقي في زمن امتلأ بالشعارات الجوفاء وأصحابها الدهناء، لم يكتب في الغناء أو يهتف للسلطان، بل عبّر بقلمه عن خواطر وآلالام وطنه العربي الكبير، فدخل قلوب الناس رغم الحواجز والقيود. وغالبية قصائده تصور لنا كبت الحريات في الأوطان العربية، وبالذات حرية التعبير، وتتمحور حول موقف المواطن من سلطة لا تتركه ليعيش، ويتميز أسلوبه بالصراحة الشديدة والانتقاد اللاذع وكذلك السخرية.

## نصائح يقدمها أحمد مطر
وحينما سُئل أحمد مطر ما هي نصائحك إلى القراء، والسلطات العربية الإسلامية، والشعراء العرب، والإعلاميين في المنطقة؟
قال: "أقول للقراء لا تكونوا عبيدا وقد خلقكم الله أحرارا، وإذا لم تسهم الكلمة التي تقرؤونها في إنماء وعيكم واستثارة غضبكم لتغيير هذا الواقع السياسى الشاذ بأيديكم أو ألسنتكم -و ذلك أضعف الايمان- فلا تقرؤوا.
وأقول للشعراء العرب ما قاله الحسن بن محمد بن حبيب النيسابورى:
وأقول للإعلاميين احذروا أن تعبثوا بالحقائق، واحذروا بلع أطراف الحروف، فالكلمة حساسة جدا، يمكن تحويلها بلمسة بسيطة غير مسؤولة، من أداة إحياء إلى أداة قتل، إن عبثا هينا بكلمة (إعلام) يحوّلها ببساطة إلى (إعدام)، فاحذروا أن تطعموا أطفالهم من أجور كلمة تقتل ملايين الأطفال!
وأقول للسلطات العربية والإسلامية لا أدري ماذا أقول! قصائدي هي نصائح لها لو كانت تدرك النصيحة، لكنها تكافئني عليها بالنفي والمطاردة، إنها لم تسمع إلى نصيحة الله، فهل تسمع إلى نصيحتي؟!!"

## أعمال أحمد مطر ودواوينه
- لافتات1 - 1984م
- لافتات2 - 1987م
- لافتات3 - 1989م
- لافتات4 - 1993م
- ديوان إني مشنوق أعلاه - 1989م
- ديوان الساعة 1989م
- لافتات5 - 1994م
- لافتات6 - 1997م
- لافتات7 - 1999م
- بعض القصائد المتفرقة لم يجمعها عنوان محدد.[2][3]
- سلسلة مقالات «حديقة الإنسان» التي تنشر في جريدة الراية.[20]
- بالإضافة إلى مقالات في «استراحة الجمعة».[21]

## مفهوم السخرية

### معنى السخرية اصطلاحا
جاء في معجم لسان العرب في شرح مادة (سَخِرَ) التالى:
سَخِرَ منه وبه سَخْراً وسَخَراً ومَسْخَراً وسُخْراً، بالضم، وسُخْرَةً وسِخْرِيّاً وسُخْرِيّاً وسُخْرِيَّة: هزئ به؛ ويروى بيت أَعشى باهلة على وجهين: إِني أَتَتْنِي لِسانٌ، لا أُسَرُّ بها، مِنْ عَلْوَ، لا عَجَبٌ منها ولا سُخْرُ ويروى: ولا سَخَرُ، قال ذلك لما بلغه خبر مقتل أَخيه المنتشر، والتأْنيث للكلمة. قال الأَزهري: وقد يكون نعتاً كقولهم: هُم لك سُِخْرِيٌّ وسُِخْرِيَّةٌ، من ذكَّر قال سُِخْرِيّاً، ومن أَنث قال سُخْرِيَّةً. الفراء: يقال سَخِرْتُ منه، ولا يقال سَخِرْتُ به. قال الله تعالى: لا يَسْخَرْ قَوْمٌ مِنْ قَوْمٍ.
وسَخِرْتُ من فلان هي اللغة الفصيحةُ.
وقال تعالى: فيَسْخَرُونَ منهم سَخِرَ اللهُ منهم، وقال: إِن تَسْخَرُوا مِنَّا فإِنَّا نَسْخَرُ منكم؛ وقال الراعي: تَغَيَّرَ قَوْمِي ولا أَسْخَرُ، وما حُمَّ مِنْ قَدَرٍ يُقْدَرُ قوله أَسخَرُ أَي لا أَسخَرُ منهم.
وقال بعضهم: لو سَخِرْتُ من راضع لخشيت أَن يجوز بي فعله. الجوهري: حكى أَبو زيد سَخِرْتُ به، وهو أَرْدَأُ اللغتين.
وقال الأَخفش: سَخِرْتُ منه وسَخِرْتُ به، وضَحِكْتُ منه وضحكت به، وهَزِئْتُ منه وهَزِئْتُ به؛ كلٌّ يقال، والاسم السُّخْرِيَّةُ والسُّخْرِيُّ والسَّخْرِيُّ، وقرئ بهما قوله تعالى: لِيَتَّخِذَ بعضُهم بعضاً سُخْرِيّاً.
وجاء في معجم الصحاح في اللغة التالى:
سَخِرْت منه أَسْخَرُ سَخَراً بالتحريك، ومَسْخَراً وسُخْراً بالضم. قال أعشى باهِلَةَ:
من عَلْوَُِ لا عَجَبٌ مِنْهُ ولا سَخَرُ إنّي أَتَتْني لِسانٌ لا أُسَـرُّ بـهـا
والتأنيث للكلمة، وكان قد أتاه خبرُ مقتلِ أخيه المنتشِر.
وحكى أبو زيد: سَخِرْتُ به، وهو أردأ اللغتين.
والاسم السُخْرِيَةُ والسُخْرِيُّ والسِخْرِيُّ، وقرئ بهما قوله تعالى: «ليتَّخِذَ بَعْضُهُمْ بَعْضاً سُخْرِيَّا»، و«سِخْرِيَّا».
وسَخَّرَهُ تسخيراً: كَلَّفَهُ عَمَلاً بلا أُجْرَة، وكذلك تَسَخَّرَهُ.
والتَسْخيرُ: التَذْليلُ.
وسُفُنٌ سَواخِرُ، إذا أَطاعَتْ وطابَتْ لها الريح.
وفلانٌ سُخْرَةٌ: يُتَسَخَّرُ في العملِ. يقال خادمة سُخْرَةٌ.
ورجلٌ سُخْرَةٌ أيضاً: يُسْخَرُ منه.
وسُخَرَةٌ بفتح الخاء: يَسخَرُ من الناس.
وجاء في القاموس المحيط التالى:
سَخِرَ منه وـ به، كفَرِحَ، سَخْراً وسَخَراً وسُخْرَةً ومَسْخَراً وسُخْراً وسُخُراً: هَزِئَ،
كاسْتَسْخَرَ.
والاسْمُ: السُّخْرِيَةُ والسُّخْرِيُّ، ويكسرُ.
وسَخَرَهُ، كمنعه، سِخْريّاً، بالكسرِ ويضمُّ: كَلَّفَهُ ما لا يُرِيدُ، وقَهَرَهُ.
وهو سُخْرَةٌ لِي وسُخْرِيٌّ وسِخْرِيٌّ.
ورجُلٌ سُخَرَةٌ، كهُمَزَةٍ: يَسْخَرُ من الناسِ.
وكبُسْرَةٍ: من يُسْخَرُ منه، ومن يَتَسَخَّرُ كُلَّ من قَهَرَهُ.
وسَخَرَتِ السَّفِينَةُ، كمنع: طابَت لها الرِّيحُ والسَّيْرُ.
و{إن تَسْخَرُوا منَّا، فإِنَّا نَسْخَرُ منكم كما تَسْخَرونَ} أي: إن تَسْتَجْهِلونَا، فإِنَّا نَسْتَجْهِلُكُمْ، كما تَسْتَجْهِلونَنَا.
وكسُكَّرٍ: بَقْلَةٌ بِخُراسانَ.
وسَخَّرَهُ تَسْخِيراً: ذَلَّلَهُ، وكَلَّفَهُ عَمَلاً بلا أجْرَةٍ.
كتَسَخَّرَه.
أما في معجم مقاييس اللغة فجاء:
السين* والخاء والراء أصلٌ مطّرد مستقيم يدلُّ على احتقار واستذلال. من ذلك قولنا سَخَّر الله عزَّ وجَلَّ الشيء، وذلك إذا ذَلَّلَه لأمره وإرادته. قال الله جلّ ثناؤه:
وَسَخَّرَ لَكُمْ مَا فِي السَّموَاتِ وَمَا فِي الأَرْضِ [الجاثية 13].
ويقال رجل سُخْرةُ: يُسَخَّر في العمل، وسُخْرةٌ أيضاً، إذا كان يُسْخَر منه. فإن كان هو يفعل ذلك قلت سُخَرَة، بفتح الخاء والراء.
ويقال سُفُنٌ سواخِرُ مَوَاخِرُ. فالسَّواخر: المُطِيعة الطيِّبة الرِّيح.
والمواخر: التي تمخَر الماءَ تشُقّه.
ومن الباب: سَخِرت منه، إذا هزئت به.
ولا يزالون يقولون: سخِرت به، وفي كتاب الله تعالى: فإِنَّا نَسْخَرُ مِنْكُمْ كَمَا تَسْخَرُون [هود 38].

### معنى السخرية لغويا
السخرية إحدى طرق التعبير، يستعمل فيها الشخص ألفاظاً تقلب المعنى إلي عكس ما يقصده المتكلم حقيقة كالتورية في لغة الشعر. والغرض من السخرية هو النقد أولاً ثم الإضحاك ثانياً ، وهو تصوير عيب الشيء بصورة مبالغ فيها مما يجعلها تثير الضحك، وكل ذلك بطريقة خاصة غير مباشرة، حيث يقوم الشخص بإسباغ المعنى الواقعي كله علي الكلمات والإيحاء عن طريق الأسلوب وإلقاء الكلام بعكس ما يقال، وتتركز علي طريقة طرح الأسئلة مع التظاهر بالجهل وقول شيء في معرض آخر.
وعندما تستعمل السخرية بنية عدوانية جدا تسمى التهكم ،
وهناك من جعل السخرية والتهكم شيئاً واحداً فقال في تحديد التهكم (هو الاستهزاء والسخرية وهو ما كان ظاهره جد وباطنه هزل، وطريقة السؤال عن شيء مع إظهار الجهل به، وان تلقي على محدثك -بعد التسليم بأقواله- أسئلة تثير الشكوك في نفسه حتى إذا انتقل من قول إلي قول أدرك ما في موقفه من التناقض واضطر إلي التسليم لجهله).
وعلاقة السخرية بالفكاهة تتمثل في انهما يلتقيان في المادة أو الطريقة فكل ما يضحك هو هزل ولكنه ينقسم إلي قسمين أحدهما ليس له غرض أو هدف إلا الإضحاك، وهو الفكاهة، وله غرض هادف واضح وهو السخرية.
والسخرية فن راقي يعتمد علي الرمز لتوضيح معناه ويهدف الي الانتقاد البناء. ويحتاج للذكاء والفكر واعمال العقل.
وهي رد الإنسان على معاكسة القدر، وظلم الدهر، وقسوة الطبيعة أو عيوب المجتمع، ونقائص الناس، وهو يسخر من هذه جميعا، ولا يسبها ولا يحقد عليها بل يتأملها بهدوء ويبصر سخافتها وتناقضها وتفاهتها وصغرها، فيعلو عليها جميعا ويتحدث عنها بابتسامة هادئة جميلة مستخفة هازئة، وينبغي أن لا يكون حديثه سيئ اللفظ بذيئا، ولا يكون محتدا ثائرا وإلا كان سخرا، فالسخرية هي الهدوء التام والأدب الجم والعلو التام عن مصائب الدنيا.
والسخرية من حيث شدتها ومدى تأثيره نوعان:
الأول: ذات روح فكهة خفيفة لا تعتمد الإيذاء ولا تصل إلي درجة الإيلام، تحمل في طياتها ما يبعث علي الابتسامة والضحكة والإعجاب بقائلها وهي أخف وطأة واقل شراً من الثانية.
الثاني: ذلك الصنف من السخرية المرة اللاذعة التي تجعلنا نضحك بمرارة ونيأس ونشعر بفداحة العيب، وهي سخرية مريرة الطعم قاسية اللذع وأثرها بالغ لاسيما حين تتصل بالأشخاص.
ولقد ذكرت كلمة (سَخِرَ) في القرآن الكريم في أكثر من موضع مثل قوله تعالى (فا تخذتموهم سخرياً حتى أنسوكم ذكري وكنتم منهم تضحكون) ولكن الله سبحانه وتعالى قرن السخرية بالكافرين الذين يدعون بعضهم بعضا للسخرية وكأنهم يتنافسون فيها تسابقا في الشر كما في قوله تعالى (وإذا رأوا آية يستسخرون).
ولقد حرم الله سبحانه وتعالى السخرية الجارحة والمتطاولة التي قد تصل الي حد التهكم والدليل على ذلك تحريم الإسلام لشعر الهجاء في فترة ما قبل الإسلام -الجاهلية- كما يتضح في قولة تعالى (يا أيها الذين آمنوا لا يسخر قوم من قوم عسى أن يكونوا خيراً منهم ولا نساء من نساء عسى أن يكنَّ خيراً منهنَّ).
ولكن الله سبحانه وتعالى أباح السخرية الهادفة الداعية إلي إصلاح المجتمع  حيث قال سبحانه وتعالى (ويصنع الفلك وكلما مر عليه ملأ من قومه سخروا منه قال إن تسخروا منا فإنا نسخر منكم كما تسخرون).

## أسباب اللجوء للسخرية
عندما يقوم المفكر العربي بالتأمل والتفكير مطولا في الواقع الذي يعيش فيه المواطن العربي بأحداثه ووقائعه المؤسفة، فانه لا يملك إلا أن يشعر بالغصة في حلقه ناهيك عن الغضب الشديد المتولد عن عدم قدرته علي تغيير هذا الواقع، فلا يجد بدا من اللجوء الي السخرية الناقدة واللاذعة من هذا الواقع، والتي تعمل على التخفيف من حدة ألامه. ويقول جبران خليل جبران في هذا الصدد: «هذا العالم..صعب وخائن ولا يطاق.يجب أن يمتلك الإنسان سلاح السخرية وسلاح القوة لكي يستطيع أن يحاربه حتى الموت».
والسخرية لكونها فن راقى يحتاج الي الذكاء والفكر واعمال العقل كما ذكرنا آنفا، لذلك فهي سلاح خطير في يد الفلاسفة والكتاب بوجه السياسات الظالمة المستبدة المتحكمة بمصائر الشعوب، كما انهم يستخدمونها في نقد العادات والتقاليد البالية في المجتمع وأمراضه الكثيرة من جهل وتخلف ونفاق.
وهذا ما فعله الشاعر أحمد مطر في شعره حيث استوعب تجارب حياته المناهضة للأنظمة الدكتاتورية القائمة علي الظلم والقهر والاستبداد وقد تولى أمر مهاجمتها بخطاباته النقدية اللاذعة المملؤة سخرية وازدراء وفق آليات جعلها تخدم أغراضه وموضوعاته التي فضح بها أبعاد التفكير واستراتيجيات السياسة لدى الحكام الذين زرعوا الرعب في قلوب شعوبهم بالملاحقة والتربص والظلم والقهر والقتل وتبديل الأمن بالخوف دون وجه حق، وقد اتخذ الشاعر أسلوبا متميزا في السخرية من أولئك الساسة وزبانيتهم الذين كانوا يد البطش التي يبطشون بها.
وبذلك اتخذ أحمد مطر من السخرية أداة له للنقد اللاذع والإضحاك وأحيانا النصح.

## ما يميز شعر أحمد مطر
يمكن القول أن معظم شعر أحمد مطر خلا بعض القصائد ينتمي إلي الشعر السياسي. كما ينتمي أحمد مطر إلي مدرسة البساطة والسهولة أو مدرسة السهل الممتنع التي ينتمي إليها نزار قباني، لذا نجده ينتقي في قصائده الألفاظ السهلة التي لا يجتهد الإنسان البسيط في فهمها.
ونجد أن نمطه الشعري ينتمي الي شعر المواقف الواضحة، تلك المواقف التي لا يجد القاريء صعوبة في فهمها وتعرف ملامحها، وهو أمر يكاد يشترك فيه معظم الشعراء السياسيين من شعراء المقاومة الفلسطينية مثل محمود درويش.
كما يتميز بالجد والبراعة في اختيار مواضيعه وعرضها بصورة متفردة معتمدا في ذلك علي حصيلته اللغوية. ويتميز شعره بأنه ذو غرض واحد وليس متعددة الأغراض فكان يتناول موضوعا واحدا محددا في كل قصيدة من قصائده.
ولقد استخدم أحمد مطر في رصف قصائده وترتيبها علامات الترقيم المنصوص عليها وذلك لضبط النصوص ضبطا يستطيع القارئ قراءتها ويستطيع المتلقي التواصل معها وهو يستمع إلي تلك النصوص، وهذه طريقة مستحبة وينبغي مراعاتها مع النصوص الشعرية الحديثة التي قد يصعب علي المتخصص وغير المتخصص قراءتها، وفهم كنهها بأساليب الوصل والفصل. وهذه الميزة التي عالج بها الشاعر أحمد مطر قصائده تدفع المتلقي لاستنطاق تلك النصوص بالعلامات المضبوطة التي وضعها الشاعر. هذه العلامات قد يستغرب القارئ مدى كثافتها وكثرتها في الديوان، ولكن وجودها مهم جدا ويساعد على القراءة الصحيحة التي قد لا نحتاجها مع النصوص الشعرية التقليدية التي تلتزم بإيقاع واضح معروف ووزن معروف.
وبالمثال يتضح الحال، فقصيدته حوار على باب المنفى تكشف لنا تلك الأهمية لهذه العلامات والوقفات حيث يقول:
| السخرية في شعر أحمد مطر | لماذا الشِّعْرُ يا مَطَـرُ؟ أتسألُني لِماذا يبزغُ القَمَـرُ؟ لماذا يهطِلُ المَطَـرُ؟ لِماذا العِطْـرُ ينتشِرُ؟ أَتسأَلُني: لماذا ينزِلُ القَـدَرُ؟! أنَـا نَبْتُ الطّبيعـةِ طائـرٌ حُـرٌّ، نسيمٌ بارِدٌ، حَـرَرُ محَـارٌ .. دَمعُـهُ دُرَرُ! لقد جاوزتَ حَـدَّ القـولِ يا مَطَـرُ ألا تدري بأنّكَ شاعِـرٌ بَطِـرُ تصوغُ الحرفَ سكّيناً وبالسّكينِ تنتَحِــرُ؟! أجَـلْ أدري بأنّي في حِسـابِ الخانعينَ، اليـومَ، مُنتَحِـرُ ولكِـنْ .. أيُّهُم حيٌّ وهُـمْ في دوُرِهِـمْ قُبِـروا؟ | السخرية في شعر أحمد مطر |

ويميل أحمد مطر الي خاصية الاختزال في نظمه لقصائده وهذا ما ذكرناه سابقا، حيث تبدو قصائده قصيرة جدا ومتكاملة، فتشبه قصائده ذات المقاطع ديوانا صغيرا. مثال لذلك قصيدة ملحوظة، فيقول فيها:
| السخرية في شعر أحمد مطر | ترك اللص لنا ملحوظة فوق الحصير جاء فيها: لعن الله الأمير لم يدع شيئا لنا نسرقه الا الشخير. | السخرية في شعر أحمد مطر |

كما تتميز أشعار أحمد مطر بحسن الختام، والواقف علي أدب وشعر أحمد مطر يلاحظ هذه الخاصية وقد يصاب بالدهشة كثيرا عندما يقرأ عناوين القصائد فيصل لخاتمتها فيطلع علي حقائق مأساوية تتعلق بأوصاف وأفعال من يتناولهم في شعره  ومثال علي ذلك قصيدته وصايا البغل المستنير  حيث يقول:
| السخرية في شعر أحمد مطر | قال بغلٌ مستنير واعظاً بغلاً فتيا: يا فتى إصغِ إليّا.. إنما كان أبوك امرأ سوءٍ وكذا أمك قد كانت بغيّا. أنت بغلٌ يا فتى.. والبغل نغلٌ فاحذر الظن بأن الله قد سواك نبيّا . يا فتى.. أنت غبي. حكمة الله، لأمرٍ ما، أرادتك غبيّا فاقبل النصح تكن بالنصح مرضياً رضيّا أنت إن لم تستفد منه فلن تخسر شيّا . يا فتى .. من أجل أن تحمل أثقال الورى صيرك الله قويّا. يا فتى ..فاحمل لهم أثقالهم مادمت حيّا و استعذ من عقدة النقص فلا تركل ضعيفاً حين تلقاه ذكيّا . يا فتى.. احفظ وصاياي تعش بغلاً, وإلاّ.. رُبما يمسخُك الله رئيساً عربيّا! | السخرية في شعر أحمد مطر |

وأكثر ما يميز شعر أحمد مطر هو السخرية الطاغية علي شعره، حيث اقترن اسمه بالسخرية ، ونلفت النظر الي أن سخرية أحمد مطر سخرية هادفة وليس الغرض منها الضحك والهزل، حيث أن أحمد مطر شاعر ساخر من طراز خاص فهو في شعره الساخر يحمل قضية إنسانية عامة بأبعادها المختلفة السياسية والاجتماعية والاقتصادية يعاني منها الشعب بمختلف طبقاته في ظل سلطة حاكمة غاشمة جردته من مقوماته الإنسانية والاجتماعية والسياسية والاقتصادية وحرمته من ممارسة كل ما لديه من تقاليد وأعراف.
وهو يعرض هذه المشاكل بأسلوب ساخر يبلغ حد الحزن، عرضا يصدق عليه القول إن الساخرين هم اشد الناس حزنا، محاولا أن يسلط الضوء عليها ملتمسا الحلول لكثير من المشاكل التي يعرضها في شعره.
فلم يكن شاعرا ساخرا بقصد اللهو والعبث والإضحاك وإملاء الفراغ، بل كان جادا في شعره. 
إن هذا الأسلوب يختلف عن أساليب الشعراء الساخرين الذين عرفناهم في العصور الأدبية الماضية.

## أمثلة للسخرية في شعر أحمد مطر
| السخرية في شعر أحمد مطر | قصيدة "المعجزة" مات خالى هكذا دون اغتيال دون أن يشنق سهوا دون أن يسقط بالصدفة مسموما خلال اعتقال مات خالى ميتة أغرب من الخيال..... مرة قال أبي لكنه قال وغاب ولقد طال الغياب! قيل لي أن أبي مات غريقا في السراب قيل: بل مات بداء (التراخوما) قيل: جراء اصتدام بالضباب! قيل ما قيل وما أكثر ما قيل فراجعنا أطباء الحكومة فأفادونا أنها ليست ملومة ورأوا أن أبي أهلكه"حب الشباب"! | السخرية في شعر أحمد مطر |

| السخرية في شعر أحمد مطر | "صاحبة الجهالة" مَـرّةً، فَكّـرتُ في نشْرِ مَقالْ عَـن مآسي الا حتِـلا لْ عَـنْ دِفـاعِ الحَجَـرِ الأعـزَلِ عَـن مدفَـعِ أربابٍ النّضـالْ! وَعَـنِ الطّفْـلِ الّذي يُحـرَقُ في الثّـورةِ كي يَغْـرقَ في الثّروةِ أشباهُ الرِّجالْ! قَلّبَ المَسئولُ أوراقـي، وَقالْ: إ جـتـَنـِـبْ أيَّ عِباراتٍ تُثيرُ ا لا نفِعـا ل مَثَـلاً: خَفّـفْ ( مآسـي ) لِـمَ لا تَكتُبَ ماسى أو مُواسـي أو أماسـي شَكْلُهـا الحاضِـرُ إحراجٌ لأصحابِ الكراسي! إحذ ِفِ الأعـْزَلَ فالأعْـزلُ تحريضٌ على عَـْزلِ السّلاطينِ وَتَعريضٌ بخَـطِّ الإ نعِـزا لْ! إ حـذ ِفِ المـدْ فَـعَ كي تَدْفَـعَ عنكَ الإ عتِقالْ . نحْـنُ في مرحَلَـةِ السّلـمِ وَقـدْ حُـرِّمَ في السِّلمِ القِتالْ إ حـذ ِفِ الأربـابَ لا ربَّ سِـوى اللهِ العَظيمِ المُتَعـالْ! إحـذ ِفِ الطّفْـلَ فلا يَحسُـنُ خَلْطُ الجِـدِّ في لُعْبِ العِيالْ إحـذ ِفِ الثّـورَةَ فالأوطـانُ في أفضَـلِ حالْ! إحـذِ فِ الثّرْوَةَ و الأشبـاهَ ما كُلُّ الذي يُعرفَ، يا هذا، يُقـالْ! قُلتُ: إنّـي لستُ إبليسَ وأنتُمْ لا يُجاريكُـمْ سِـوى إبليس في هذا المجـالْ . قالّ لي: كانَ هُنـا .. لكنّـهُ لم يَتَأقلَـمْ فاستَقَـالْ! | السخرية في شعر أحمد مطر |

| السخرية في شعر أحمد مطر | "مرسوم" نحن لسنا فقراء بلغت ثروتنا مليون فقر وغدا الفقر لدى أمثالنا وصفا جديدا للثراء وحده الفقر لدينا كان أغنى الأغنياء بيتنا كان عراء والشبابيك هواء قارس والسقف ماء فشكونا أمرنا عند ولي الأمر فأغتم ونادى الخبراء وجميع الوزراء وأقيمت ندوة واسعة نوقش فيها وضع إيرلندا وأنف الجيو كندا وفساتين اميلدا وقضايا هو نو لو لو وبطولات جيوش الحلفاء ثم بعد الأخذ والرد صباحا ومساء أصدر الحاكم مرسوما بإلغاء الشتاء! | السخرية في شعر أحمد مطر |

| السخرية في شعر أحمد مطر | "الخرافة" اغسِلْ يَديكَ بماءِ نارْ. وَاحلِفْ على ألاّ تَعودَ لمِثْلِها واغنَمْ نصَيبك في التّقـدُّمِ .. بالفِـرارْ! دَعْها وَراءَك في قَرارة مَوتِها ثُمَّ انصرِفْ عَنها وَقُلْ: بِئسَ القَـرارْ . عِشْ ما تبقّى مِن حَياتِكَ لِلحَياةِ وَكُفَّ عن هَدْرِ الدِّماءِ على قِفارْ لا يُرتجى مِنها النَّماءُ وَلا تُبشِّرُ بالثِّمارْ . جَرَّبْتَها وَعَرَفت أنَّكَ خاسِرٌ في بَعْثِها مَهْما بلَغتَ مِنَ انتصارْ . حُبُّ الحياةِ إهانَةٌ في حَقِّها .. هِيَ أُمَّةٌ طُبِعَتْ على عِشْقِ الدَّمارْ! هِيَ أُمَّةٌ مَهْما اشتعلتَ لكي تُنير لَها الدُّجى قَتَلتْكَ في بَدْءِ النَّهارْ! هِيَ أُمّةٌ تَغتالُ شَدْوَ العَندليب ِ إذا طَغى يَومًا على نَهْقِ الحِمارْ! هِيَ أُمّةٌُ بِدمائِها تَقتصُّ مِن غَزْو المَغُـولِ لِتَفتدي حُكْمَ التَّتارْ! هِيَ أُمَّةٌ لَيسَتْ سِوى نَرْدٍ يُدار ُ على مَوائِدَ لِلقِمارِ وَمالَها عِنْدَ المَفازِ أو الخَسارْ إلاّ التّلذُّذُ بالدُّوارْ! هِيَ باختصارِ الاختصارْ: غَدُها انتظارُ الاندثارِ وأَمسُها مَوتٌ وَحاضِرُها احتِضارْ! هِيَ ذي التّجاربُ أنبأتَكَ بإنَّ ما قَد خِلْتَهُ طُولَ المَدى إكْليلَ غارْ هُوَ ليسَ إلاّ طَوْقَ عارْ . هِيَ نُقِطةٌ سَقَطَتْ فأسْقَطَتِ القِناعَ المُستعارْ وَقَضَت بتطهير اليدينِ مِنَ الخُرافة جَيّدا ً فَدَعِ الخُرافَةَ في قرارةِ قَبرِها واغسِلْ يَديكَ بماءِ نارْ | السخرية في شعر أحمد مطر |

| السخرية في شعر أحمد مطر | "الحرباء" مَولانا الطّاعِنُ في الجِبْتِ عادَ لِيُفتي هَتْكُ نِساءِ الأرضِ حَلال إلاّ الأَربعَ مِمّا يأتي أُمّي، أُختي، امرأتي، بنتي كُلُّ الإرهابِ: مُقاومَةٌ إلاّ إن قادَ إلى مَوتي نَسْفُ بُيوتِ النّاسِ: جِهادٌ إن لَمْ يُنسَفْ مَعَها بَيتي التقوى عِندي تَتلوّى ما بينَ البَلوى والبَلوى حَسَبَ البَخْتِ إن نَزلَتْ تِلَكَ على غَيري خَنَقَتْ صَمْتي وإذا تِلكَ دَنَتْ مِن ظَهْري زَرعَتْ إعصاراً في صَوْتي وعلى مَهْوى تِلكَ التّقوى أَبصُقُ يومَ الجُمعةِ فَتوى فإذا مَسَّتْ نَعْلَ الأَقوى أَلحسُها في يومِ السَّبتِ الوسَطِيَّةُ: فِفْتي .. فِفْتي أعمالُ الإجرامِ حَرامٌ وَحَلالٌ في نَفْسِ الوَقْتِ هِيَ كُفرٌ إن نَزَلَتْ فَوقي وَهُدىً إن مَرّتْ مِن تَحتي هُوَ قد أَفتى وأنا أُفتي العلَّةُ في سُوءِ البذْرةِ العِلّةُ لَيسَتْ في النَّبْتِ وَالقُبْحُ بِأخْيلَةِ الناحِتِ لَيسَ القُبحُ بطينِ النَّحتِ وَالقاتِلُ مَن يَضَعُ الفَتوى بالقَتْلِ.. وَليسَ المُستفتي وَعَلَيهِ.. سَنَغدو أنعاماً بَينَ سواطيرِ الأَحكامِ وَبينَ بَساطيرِ الحُكّامْ وَسَيكفُرُ حتّى الإسلامْ إن لَمْ يُلجَمْ هذا المُفتي | السخرية في شعر أحمد مطر |

| السخرية في شعر أحمد مطر | "الجمل" كان لدينا جمل ما بيننا منتقل من سلف إلى خلف كتحفة من التحف! لا قوة فيه لكي نركبه ولا له ضرع لكي نحلبه ولا نروم قصبه لأن حكمة السلف تراه رمزا للشرف . وهو على طول المدى يعدو بنا حيث عدا يوقفنا حيث وقف. قد ضاع عمرنا سدى وما وصلنا لهدف. بعنا الذي أمامنا وخلفنا من أجل أن نطعمه حتى إذا جاع لفرط ما بنا من الشظف وكاد يبلغ التلف بعناه في طريقنا كي نشتري له العلف! العلف الآن لدينا إنما ليس لدينا جمل مع الأسف! | السخرية في شعر أحمد مطر |

- جزء من قصيدة «صناديق»
| السخرية في شعر أحمد مطر | فـي بـلادِ النّاسِ يأتـي "الشَّخْـصُ" مَحمولاً إلى النّاسِ بِصُنـدوقِ اقتـراعٍ .. وبِبُلـدانِ الصّنـاديقِ يَجـيءُ "الشّـيءُ" مَحمـولاً بِكيسِ ( اليانَصـيبْ )! | السخرية في شعر أحمد مطر |

- جزء من قصيدة «كلا..والصبح إذا أسفر».
| السخرية في شعر أحمد مطر | في البَدْءِ قَضِيّتُنا وطـنٌ كُنّا نَدعُـوهُ فلسطينْ ألقَتْهُ مَخالِبُ مُحتالٍ بَينَ بَراثِنِ مُحتَلّينْ . فكتَبْنا بدِمانا عَهْـداً أن نَفْنَى، أو أن يَتحرَّرْ . لكنَّ ( صلاحاتِ الدِّينْ ) جَمَعوا أسلحةَ الإسكندَرْ وأَغاروا.. بعَصا أَيُّوبْ! واقتَحموا الميدانَ كعنتَرْ وانسَحبوا مِنه كشَيْبوبْ! بالإنقاذِ.. أضاعُوا نِصْفَهْ . بالغَوْثِ.. أحاُلُوهُ لِضفَّهْ . بالرَّفضِ.. اختصروهُ لِمَخفرْ! وَبحكمةِ مِلِّيمِ الأصغَرْ وَبَصيرةِ منظارِ الأَعوَرْ وَصُمودِ زَرافَةِ مَدْغَشقَرّ أمسى تعريفُ قَضيَّتِنا مُختصراً..بعَريفِ المخفَرْ! | السخرية في شعر أحمد مطر |

| السخرية في شعر أحمد مطر | "كيف تأتينا النظافة" العِرافَةْ جُثَّةٌ مَشلولةٌ تَطوي المسافة بينَ سِجْنٍ وَقَرافَة . والحَصافَةْ غَفْوَةٌ ما بينَ كأسٍ وَلِفافَة! والصِّحافَةْ خِرَقٌ ما بينَ أفخاذِ الخِلافَةْ والرَّهافَةْ خَلْطَةٌ منْ أصدقِ الكِذْبِ ومنْ أفضَلِ أنواعِ السَّخَافَةْ . والمُذيعونَ ... خِرافٌ والإذاعاتُ .. خُرافَهْ وعُقولُ المُسْتَنيرينَ صناديقُ صِرافَهْ! كيفَ تأتينا النَّظافةْ؟! غَضِبَ اللهُ علينا وَدَهتْنَا ألفُ آفةْ مُنذُ أبدَلْنَا المَراحيضَ لدينا بِوِزاراتِ الثَّقافَةْ! | السخرية في شعر أحمد مطر |

| السخرية في شعر أحمد مطر | "اصلاح زراعي" قرر الحاكم إصلاح الزراعة عين الفلاح شرطي مرور وابنة الفلاح بياعة فول وابنه نادل مقهى في نقابات الصناعة وأخيرا عين المحراث في القسم أ لفو لو كلوري والثور مديرا للإذاعة قفزة نوعية في ألا قتصاد أصبحت بلدتنا الأولى بتصدير الجراد وبإنتاج المجاعة | السخرية في شعر أحمد مطر |

| السخرية في شعر أحمد مطر | "المنشق" أكثَرُ الأشياءِِ في بَلدَتِنـا الأحـزابُ والفَقْـرُ وحالاتُ الطّـلاقِ . عِنـدَنا عشرَةُ أحـزابٍ ونِصفُ الحِزبِ في كُلِّ زُقــاقِ! كُلُّهـا يسعـى إلى نبْـذِ الشِّقاقِ! كُلّها يَنشَقُّ في السّاعـةِ شَقّينِ ويَنشَـقُّ على الشَّقّينِ شَـقَّانِ وَيَنشقّانِ عن شَقّيهِما .. من أجـلِ تحقيـقِ الوِفـاقِ! جَمَـراتٌ تَتهـاوى شَـرَراً والبَـرْدُ بـاقِ ثُمّ لا يبقـى لها إلاّ رمـادُ ا لإ حتِـر ا قِ! لَـمْ يَعُـدْ عنـدي رَفيـقٌ رَغْـمَ أنَّ البلـدَةَ اكتَظّتْ بآلافِ الرّفـاقِ! ولِـذا شَكّلتُ من نَفسـيَ حِزبـاً ثُـمّ إنّـي - مِثلَ كلِّ النّاسِ – أعلَنتُ عن الحِـزْبِ انشِقاقي! | السخرية في شعر أحمد مطر |

| السخرية في شعر أحمد مطر | "اعترافات كذاب" بِملءِ رغبتي أنا ودونَمـا إرهابْ أعترِفُ الآنَ لكم بأنّني كذَّابْ! وقَفتُ طول الأشهُرِ المُنصَرِمـةْ أخْدَعُكُمْ بالجُمَلِ المُنمنَمـةْ وأَدّعي أنّي على صَـوابْ وها أنا أبرأُ من ضلالتي قولوا معي: إ غْفـرْ وَتُبْ يا ربُّ يا توّابْ. قُلتُ لكُم: إنَّ فَمْي في أحرُفي مُذابْ لأنَّ كُلَّ كِلْمَةٍ مدفوعَـةُ الحسابْ لدى الجِهاتِ الحاكِمـةْ. أستَغْفرُ اللهَ .. فما أكذَبني! فكُلُّ ما في الأمرِ أنَّ الأنظِمـةْ بما أقولُ مغْرَمـهْ وأنّها قدْ قبّلتني في فَمي فقَطَّعتْ لي شَفَتي مِن شِدةِ الإعجابْ! أوْهَمْتُكـمْ بأنَّ بعضَ الأنظِمـةْ غربيّـةٌ.. لكنّها مُترجَمـهْ وأنّها لأَتفَهِ الأسبابْ تأتي على دَبّابَةٍ مُطَهّمَـةْ فَتنْـشرُ الخَرابْ وتجعَلُ الأنـامَ كالدّوابْ وتضرِبُ الحِصارَ حولَ الكَلِمـةْ. أستَغفرُ اللهَ .. فما أكذَبني! فَكُلُّها أنظِمَـةٌ شرْعيّةٌ جـاءَ بهـا انتِخَابْ وكُلُّها مؤمِنَـةٌ تَحكُمُ بالكتابْ وكُلُّها تستنكِرُ الإرهـابْ وكُلّها تحترِمُ الرّأيَ وليستْ ظالمَهْ وكُلّهـا معَ الشعوبِ دائمـاً مُنسَجِمـةْ! قُلتُ لكُمْ: إنَّ الشّعوبَ المُسلِمةْ رغمَ غِنـاها .. مُعْدمَـهْ وإنّها بصـوتِها مُكمّـمَهْ وإنّهـا تسْجُـدُ للأنصـابْ وإنَّ مَنْ يسرِقُها يملِكُ مبنى المَحكَمةْ ويملِكُ القُضـاةَ والحُجّـابْ. أستغفرُ اللّهَ .. فما أكذَبَني! فهاهيَ الأحزابْ تبكي لدى أصنامها المُحَطّمـةْ وهاهوَ الكرّار يَدحوْ البابْ على يَهودِ ا لد ّونِمَـهْ وهاهوَ الصِّدّيقُُ يمشي زاهِـداً مُقصّـرَ الثيابْ وهاهوَ الدِّينُ ِلفَرْطِ يُسْـرِهِ قَـدْ احتـوى مُسيلَمـهْ فعـادَ بالفتحِ .. بلا مُقاوَمـهْ مِن مكّـةَ المُكرّمَـةْ! يا ناسُ لا تُصدّقـوا فإنّني كذَابْ! | السخرية في شعر أحمد مطر |

| السخرية في شعر أحمد مطر | "المتهم" كنت أمشي في سلام… عازفاً عن كل ما يخدش إحساس النظام لا أصيخ السمع لا أنظر لا أبلع ريقي… لا أروم الكشف عن حزني… و عن شدة ضيقي… لا أميط الجفن عن دمعي. و لا أرمي قناع الابتسام كنت أمشي… و السلام فإذا بالجند قد سدوا طريقي… ثم قادوني إلى الحبس و كان الاتهام…: أنّ شخصاً مر بالقصر و قد سبّ الظلام قبل عام… ثم بعد البحث و الفحص الدقيق… علم الجند بأن الشخص هذا كان قد سلم في يومٍ على جار صديقي في الأحلام…! | السخرية في شعر أحمد مطر |

| السخرية في شعر أحمد مطر | "يحيا العدل" حبسوه قبل أن يتهموه… عذبوه قبل أن يستجوبوه… أطفأ و ا سيجارةً في مقلته عرضوا بعض ا لتصا وير عليه: قل… لمن هذي الوجوه؟ قال: لا أبصر… قصوا شفتيه طلبوا منه اعترافاً حول من قد جندوه… ولما عجزوا أن ينطقوه شنقوه… بعد شهرٍ… بر ّأوه… أدركوا أن الفتى ليس هو المطلوب أصلاً بل أخوه… ومضوا نحو الأخ الثاني ولكن… وجدوه… ميتاً من شدة الحزن فلم يعتقلوه…… | السخرية في شعر أحمد مطر |

| السخرية في شعر أحمد مطر | "الحل" أنا لو كنت رئيساً عربيا لحللت المشكلة… وأرحت الشعب مما أثقله… أنا لو كنت رئيساً لدعوت الرؤساء… ولألقيت خطاباً موجزاً عما يعاني شعبنا منه وعن سر العناء… ولقاطعت جميع الأسئلة… وقرأت البسملة… وعليهم و على نفسي قذفت القنبلة… | السخرية في شعر أحمد مطر |

| السخرية في شعر أحمد مطر | "حالات" بالتّمـادي يُصـبِحُ اللّصُّ بأوربّـا مُديراً للنـوادي. وبأمريكـا زعيمـاً للعصاباتِ وأوكارِ الفسـادِ. وبأوطانـي التي مِـنْ شرعها قَطْـعُ الأيادي يُصبِـحُ اللّصُّ .. رئيساً للبـلادِ! | السخرية في شعر أحمد مطر |

| السخرية في شعر أحمد مطر | "الهارب" في يقظتي يقفز حولي الرعبْ… في غفوتي يصحو بقلبي الرعبْ… يحيط بي في منزلي يرصدني في عملي يتبعني في الدربْ… ففي بلاد العرب كلّ خيالٍ بدعةٌ وكل فكرٍ جنحةٌ وكل صوت ذنبْ… هربت للصحراء من مدينتي وفي الفضاء الرحبْ… صرخت ملء القلبْ… إلطف بنا يا ربنا من عملاء الغربْ… إلطف بنا يا ربْ… سكتُّ… فارتد الصدى: خسئت يا ابن الكلبْ…! | السخرية في شعر أحمد مطر |

| السخرية في شعر أحمد مطر | "مسألة مبدأ" قال لزوجه: اسكتي . و قال لابنه: ا نكتم. صوتكما يجعلني مشوش التفكير. لا تنبسا بكلمةٍ أريد أن أكتب عن حرية التعبير! | السخرية في شعر أحمد مطر |

| السخرية في شعر أحمد مطر | "جرأه" قلتُ للحاكمِ: هلْْ أنتَ الذي أنجبتنا؟ قال: لا .. لستُ أنا قلتُ: هلْ صيَّركَ اللهُ إلهاً فوقنا؟ قال: حاشا ربنا قلتُ: هلْ نحنُ طلبنا منكَ أنْ تحكمنا؟ قال: كلا قلت: هلْ كانت لنا عشرة أوطانٍ وفيها وطنٌ مُستعملٌ زادَ عنْ حاجتنا فوهبنا لكَ هذا ا لوطنا؟ قال: لم يحدثْ، ولا أحسبُ هذا مُمكنا قلتُ: هل أقرضتنا شيئاً على أن تخسفَ الأرضَ بنا إنْ لمْ نُسدد دَينَنَا؟ قال: كلا قلتُ: مادمتَ إذن لستَ إلهاً أو أبا أو حاكماً مُنتخبا أو مالكاً أو دائناً فلماذا لمْ تَزلْ يا ابنَ الكذا تركبنا؟؟ … وانتهى الحُلمُ هنا أيقظتني طرقاتٌ فوقَ بابي: افتحِ البابَ لنا يا ابنَ ا لزنى افتحِ البابَ لنا إنَّ في بيتكَ حُلماً خائنا!!!!!! | السخرية في شعر أحمد مطر |

| السخرية في شعر أحمد مطر | "المفترى عليه" قال مِحقان بن بلا ّع ا ل.. عصير: قيل إني لي عقارات ولي مال وفير إنه وهم كبير كل ما أملكه خمسون قصراً أتّقي القيظ بها والزمهرير أين أمضي من سياط الحر والبرد؟ أطير؟! ورصيدي كله ليس سوى عشرين مليارا فهل هذا كثير؟! آه لو يدري الذي يحسدني كيف أحير. منه مأكولي ومشروبي وملبوسي و مر كوبي وبترول الفوانيس .. وأقساط السرير. وعليه الشاي والقهوة والتبغ وفاتورة ترقيع الحصير. لا.. وهذا غير(حـفّا ظا ت( مِحقان الصغير! ما الذي يـبغـو نه مني؟ أأستجدي.. لكي يقتنعوا أني فقير؟ وأشاعوا أنني أنظر للشعب كما أنظر للدود الحقير! فووووو وو!! إلهي.. أنت جاهي بك منهم أستجير. قسماً باسمك إني عندما أرنو لشعبي لا أرى إلا الحمير! ويقولون ضميري ميت! كيف يصير؟! هل أتاهم خبر عما بنفسي أم هم الله الخبير؟! كذبوا.. فالله يدري أنني من بدء عمري لم يكن عندي ضمير | السخرية في شعر أحمد مطر |

| السخرية في شعر أحمد مطر | "مكتوب" من طرف الداعي.. إلى حضرة حمّال القُرَح: لك الحياة والفرح. نحن بخير، وله الحمد، ولا يهمنا شيء سوى فراقكم. نود أن نعلمكم أن أباكم قد طفح. وأمكم توفيت من فرط شدة الرشح وأختكم بألف خير.. إنما تبدو كأنها شبح. تزوجت عبد العظيم جاركم وزوجها في ليلة العرس ا نذبح. ولم يزل شقيقكم في السجن.. لارتكابه أكثر من عشر جُنح. وداركم عامرة .. أنقاضها وكلبكم مات لطول ما نبح وما عدا ذلك لا ينقصنا سوى وجودكم هنا. أخوكم الداعي لكم قوس قزح ملحوظة: كل الذي سمعته عن مرضي بالضغط والسكرِ.. صح. ملحوظة ثانية: دماغ عمك انفتح. وابنة خالك اختفت. لم ندر ماذا فعلت لكن خالك ا نفضح! ملحوظة أخيرة: لك الحياة والفرح! | السخرية في شعر أحمد مطر |

| السخرية في شعر أحمد مطر | "مفقودات" زارَ الرّئيسُ المؤتَمَـنْ بعضَ ولاياتِ الوَطـنْ وحينَ زارَ حَيَّنا قالَ لنا: هاتوا شكاواكـم بصِـدقٍ في العَلَـنْ ولا تَخافـوا أَحَـداً.. فقَـدْ مضى ذاكَ الزّمَـنْ . فقالَ صاحِـبي ( حَسَـنْ ): يا سيّـدي أينَ الرّغيفُ والَلّبَـنْ؟ وأينَ تأمينُ السّكَـنْ؟ وأيـنَ توفيرُ المِهَـنْ؟ وأينَ مَـنْ يُوفّـرُ الدّواءَ للفقيرِ دونمـا ثَمَـنْ؟ يا سـيّدي لـمْ نَـرَ مِن ذلكَ شيئاً أبداً . قالَ الرئيسُ في حَـزَنْ: أحْـرَقَ ربّـي جَسَـدي أَكُـلُّ هذا حاصِـلٌ في بَلَـدي؟! شُكراً على صِـدْقِكَ في تنبيهِنا يا وَلَـدي سـوفَ ترى الخيرَ غَـداً . وَبَعـْـدَ عـامٍ زارَنـا ومَـرّةً ثانيَـةً قالَ لنا: هاتـوا شكاواكُـمْ بِصـدْقٍ في العَلَـنْ ولا تَخافـوا أحَـداً فقـد مَضى ذاكَ الزّمَـنْ . لم يَشتكِ النّاسُ! فقُمتُ مُعْلِنـاً: أينَ الرّغيفُ واللّبَـنْ؟ وأينَ تأمينُ السّكَـنْ؟ وأينَ توفيـرُ المِهَـنْ؟ وأينَ مَـنْ يوفِّـر الدّواءَ للفقيرِ دونمَا ثمَنْ؟ مَعْـذِرَةً يا سيّـدي .. وَأيـنَ صاحـبي ( حَسَـنْ )؟! | السخرية في شعر أحمد مطر |

| السخرية في شعر أحمد مطر | "احتياط" فُجِعَـتْ بي زوجَـتي حينَ رأتني باسِما! لَطَمـتْ كفّـاً بِكـفٍّ واستَجارتْ بالسَّمـاء . قُلتُ: لا تنزَعِجـي .. إنّي بِخَيرٍ لم يَزَلْ دائــي مُعافـى وانكِسـاري سالِمـا! إ طمئنّي .. كُلُّ شيءٍ فيَّ مازالَ كَما .. لمْ أكُـنْ أقصِـدُ أنْ أبتَسِما كُنتُ أُجري لِفمي بعضَ التّمارينِ احتياطاً رُبّمـا أفرَحُ يومـاً .. رُبّمــا! | السخرية في شعر أحمد مطر |

| السخرية في شعر أحمد مطر | "البحث عن الذات" - أيها العصفور الجميل..أريد أن أصدح بالغناء مثلك، وأن أتنقّل بحرية مثلك. قال العصفور: -لكي تفعل كل هذا، ينبغي أن تكون عصفوراً مثلي..أأنت عصفور؟ - لا أدري..ما رأيك أنت؟ -إني أراك مخلوقاً مختلفاً . حاول أن تغني وأن تتنقل على طريقة جنسك . - وما هو جنسي؟ - إذا كنت لا تعرف ما جنسك، فأنت، بلا ريب، حمار . - أيها الحمار الطيب..أريد أن ا نهق بحرية مثلك، وأن أتنقّل دون هوية أو جواز سفر، مثلك . قال الحمار: - لكي تفعل هذا..يجب أن تكون حماراً مثلي . هل أنت حمار؟ - ماذا تعتقد؟ - قل عني حماراً يا ولدي، لكن صدّقني..هيئتك لا تدلُّ على أنك حمار. - فماذا أكون؟ - إذا كنت لا تعرف ماذا تكون..فأنت أكثر حمورية مني! لعلك بغل. - أيها البغل الصنديد..أريد أن أكون قوياً مثلك، لكي أستطيع أن أتحمّل كل هذا القهر، وأريد أن أكون بليداً مثلك، لكي لا أتألم ممّا أراه في هذا الوطن. قال البغل: - كُـنْ..مَن يمنعك؟ - تمنعني ذ لَّتي وشدّة طاعتي. - إذن أنت لست بغلاً. - وماذا أكون؟ - أعتقد أنك كلب. - أيها الكلب الهُمام..أريد أن ا طلق عقيرتي بالنباح مثلك، وأن اعقر مَن يُغضبني مثلك . - هل أنت كلب؟ - لا أدري..طول عمري أسمع المسئولين ينادونني بهذا الاسم، لكنني لا أستطيع النباح أو العقر . - لماذا لا تستطيع؟ - لا أملك الشجاعة لذلك..إنهم هم الذين يبادرون إلى عقري دائماً . - ما دمت لا تملك الشجاعة فأنت لست كلباً . - إذَن فماذا أكون؟ - هذا ليس شغلي..إ عرف نفسك بنفسك..قم وابحث عن ذاتك . - بحثت كثيراً دون جدوى . - ما دمتَ تافهاً إلى هذا الحد..فلا بُدَّ أنك من جنس زَبَد البحر . - أيُّها البحر العظيم..إنني تافه إلى هذا الحد..إ نفِني من هذه الأرض أيها البحر العظيم . إ حملني فوق ظهرك واقذفني بعيداً كما تقذف الزَّبَد . قال البحر: - أأنت زَبَد؟ - لا أدري..ماذا تعتقد؟ - لحظةً واحدة..د عني أبسط موجتي لكي أستطيع أن أراك في مرآتها.. هـه..حسناً، أدنُ قليلاً . أ و و وه..ا للعنة..أنت مواطن عربي! - وما العمل؟ - تسألني ما العمل؟! أنت إذن مواطن عربي جداً . بصراحة..لو كنت مكانك لانتحرت . - إ بلعني، إذن، أيها البحر العظيم . - آسف..لا أستطيع هضم مواطن مثلك . - كيف أنتحر إذن؟ - أسهل طريقة هي أن تضع إصبعك في مجرى الكهرباء . - ليس في بيتي كهرباء . - ألقِ بنفسك من فوق بيتك . - وهل أموت إذا ألقيت بنفسي من فوق الرصيف؟! - مشرَّد إلى هذه الدرجة؟! لماذا لا تشنق نفسك؟ - ومن يعطيني ثمن الحبل؟ - لا تملك حتى حبلاً؟ أخنق نفسك بثيابك . - ألا تراني عارياً أيها البحر العظيم؟! - إ سمع..لم تبقَ إلاّ طريقة واحدة . إنها طريقة مجانية وسهلة، لكنها ستجعل انتحارك مُدويّاً . - أرجوك أيها البحر العظيم..قل لي بسرعة..ما هي هذه الطريقة؟ - إ بقَ حَيّـا! | السخرية في شعر أحمد مطر |

| السخرية في شعر أحمد مطر | "تطبيق عملي" كلُّ ما يُحكى عنِ القَمْعِ هُراءْ ( أنتَ يا خِنزيرُ، قِفْ بالدَّورِ، إ خرَسْ . يا ابنةَ القَحَّـ .. عُودي للـوَراءْ ) أينَ كُنَّا؟ ها .. بِما يُحكى عنِ القَمعِ .. نعمْ . مَحْضُ افتِراءْ . نحنُ لا نَقمعُ . ( قِفْ يا ابنَ ا لزِّنى خَلْفَ الّذي خَلْفَكَ .. هَيه .. ا نْقَبِر ي يا خُنفُساءْ ) . أينَ كُنَّا؟ بخصوصِ القَمعِ .. لا تُصغِ لدَعوى العُمَلاءْ . نحنُ بالقانونِ نَمشي وجميعُ النَّاسِ في ميزانِ مولانا سواءْ . احتَرِمْ قُدْسيِّةَ القانونِ وافعلْ .. لحظةً . د عني أُرَبِّي هؤلاءْ . ( تُفْ .. خُذوا .. تُفْ .. لعنةُ اللهِ عليكُمْ . صَمْتُكُمْ أ طر َشَني يا لُقَطاءْ . أَسْكِتوا لي صَمتكُمْ جِداً .. و إلاَّ سوفَ أبري فَوقَكُمْ هذا الحِذاءْ ) أينَ كُنَّا؟ ها .. عنِ القانونِ .. لا تُصْغِ إلى كُلِّ ادِّعاءْ . أنتَ بالقانونِ حُرٌّ . احترمْ قُدْسيَّةَ القانونِ وافعلْ ما تَشاءْ . لمنِ الدَّور؟ تَقَدَّمْ . أ رني الأوراقَ .. هذا الطَّابعُ الماليُّ، هذي بَصْمَة المُختارِ، هذا مُرفَقُ الحِزْبِ، تَوا قيعُ شُهودِ العَدْلِ، تقريرٌ منَ الشُّرطَةِ، فَحصُ البَولِ، فاتورةُ صرفِ الغازِ، وَصْلُ الكَهْرباءْ. طَلَبٌ مَاشٍ على القَانونِ مِنْ غيرِ التِواءْ . حَسناً ... ( طُبْ ) ها هوَ الخَتْمُ .. تَفضَّلْ تستطيعُ، الآنَ، أنْ تَشْربَ ماءْ | السخرية في شعر أحمد مطر |

| السخرية في شعر أحمد مطر | "عائد من المنتجع" حين أتى الحمارُ منْ مباحثِ السلطانْ كان يسير مائلاً كخطِ ماجلانْ فالرأسُ في إنجلترا، والبطنُ في تا نزا نيا والذيلُ في اليابان! ـ خيراً أبا أتانْ؟ ـ أتقثد ُونَني؟ ـ نعم، مالكَ كالسكرانْ؟ ـ لا ثئ بالمرَّة، يبدو أنني نعثانْ . هل كانَ للنعاسِ أن يُهَدِّم الأسنانِ أو يَعْقِد اللسانْ؟ ـ قل، هل عذبوك؟ ـ مطلقاً، كل الذي يقال عن قثوتهم بُهتانْ ـ بشَّركَ الرحمن لكننا في قلقٍ قد دخل الحصانُ من أشهرٍ ولم يزلْ هناك حتى الآن ماذا سيجري أو جرى لهُ هناك يا ترى؟ ـ لم يجرِ ثيءٌ أبداً كونوا على اطمئنان فأولاً: يثتقبلُ الداخلُ بالأحضانْ وثانياً: يثألُ عن تُهمتهِ بِمُنتهى الحنانْ وثالثاً: أنا هو الحِثانْ .!!! | السخرية في شعر أحمد مطر |

| السخرية في شعر أحمد مطر | "خطاب تاريخي" يخطب اليوم عن النظافة وينذر الأوساخ بالعقاب وحوله يصفق الذباب! | السخرية في شعر أحمد مطر |

| السخرية في شعر أحمد مطر | "مؤهلات" تنطلقُ الكلابُ في مُختلفِ الجهات بلا مُضايقات تَلهثُ باختيارها تنبحُ باختيارها تبولُ باختيارها . . واقفة أمامَ (( عبدِ الـلا ت )) بلا مُضايقات! وتُعربُ الحميرُ عن أفكارها بأ نكر ِ الأصوات بلا مُضايقات وتمرقُ الجمالُ من مراكزِ الحدودِ في أسفارها وتمرقُ البغالُ في آثارها من غيرِ إثباتات بلا مُضايقات ونحنُ نسلَ أدمٍ لسنا من الأحياءِ في أوطاننا ولا من الأموات نهربُ من ظِلالنا مخافةَ انتهاكنا حَظرَ التجمعات! نهربُ للمرآةِ من وجوهِنا ونكسرُ المرآة خوفَ المداهمات! نهربُ من هروبنا مخافةَ اعتقالنا بتهمةِ الحياة! صِحنا بصوتٍ يائسٍ: يا أيها الولاة نُريدُ أن نكونَ حيوانات نُريدُ أن نكونَ حيوانات! قالوا لنا: هيهات لا تأملوا أن تعملوا لدى المخابرات! | السخرية في شعر أحمد مطر |

| السخرية في شعر أحمد مطر | "الوصايا" ( 1 ) عندما تذهب للنوم تذكر ان تنام كل صحوٍ خارجَ النومِ حرام! وخذِ الفرشاة َ والمعجونَ وأغسل ما تبقى بين أسنانكَ من بعضِ الكلام أنت لا تأمن أن يدهمكَ الشرطةُ حتى في المنام! ربُما تشخرُ أو تعطسُ أو تنوي القيام فـدع المصباحَ مشبوباً لكي تدرأ عنكَ ألا تهام! يا صديقي كل فعلٍ في الظلام هو تخطيط ٌ لأسقاطِ النظام! ( 2 ) إ حترم حظر التجول لا تغادر غرفة النومِ إلى الحمامِ، ليلاً للتبول ( 3 ) قبل أن تنوي الصلاة اتصل بالسلطات واشرح الوضع لها لا تتذمر وخذ الأمر بروح ٍ وطنية يا صديقي خطرٌ آي اتصال ٍ بجهات ٍ خارجية! ( 4 ) عند إفطاركَ لا تشرب سوى كوبِ اللبن قَـدحُ البُن مُنبه فتجنبهُ إذن! قَـدحُ الشاي مُنبه فتجنبهُ إذن! يا صديقي كلُ شخصٍ مُتنبه هو مشبوه ٌ، مثيرٌ للفِـطـَن ينبغي أن يُشعـل الوعيَ لإحراق ِ الوطن! ( 5 ) لك في المطبخ ِ آلات تُثيرُ الإ ر تيا ب إ نتز ع اُ نبو بة الغاز ِ ولا تنسَ السكاكينَ، وأعواد الثقاب وسفا فيدَ الكباب رُبما تطبخُ شيئاً وتفوح ُ الرائحة ما الذي تفعله ُ لو ضبطوا عندك َ هذي الأسلحة؟! هل تُـرى تـُقـنعهم أنك مشغول ٌ بإعداد ِ طبـيـخ ٍ لا بإعدادِ انقلاب؟! ( 6 ) قبل أن تخرج دع رأسك في بـيـتـك من باب ِ الحذر يا صديقي في بلاد العـُرب أضـحـى كلُ راس ٍ في خطر ما عدا راسَ الشهر! ( 7 ) انـتـبـه عند َ الإشارة لا تقف حتى إذا احـمـرت إذا كنتَ قريباً من سفارة! ( 8 ) لا تؤجل عملَ اليوم ِ إلـى الغـد رُبما قبلَ حلول ِ الليـل ِ تُـبـعد! ( 9 ) أغلق ِ السمعَ ولا تُصغِ لأبواق ِ الخيانة ليسَ في التحقيق ِ ذُلٌ أو عذابٌ، أو إهانة أنت في التحقيقِ موفورُ الحصانة رُبما يشتمك الشرطيُ من باب (( الـمـيانه )) هل تُسمي ذلكَ اللُـطفَ إهانة؟! رُبما نُربط في مروحةِ السقفِ لكي تُصبحَ في أعلى مكانه هل تُسمي ذلكَ العِزّ إهانة؟! رُبما مصلحةُ التحقيقِ تضطرُ المحقـق أن يجس النبضَ من كُـل الزوايا ويُدقـق فإذا جسكَ من ( ظهرِكَ) أو ثبتَ فيهِ الخيزُرانة لا تظُنّ الأمرَ ذُلاً أو عذاباً أو مهانة يا صديقي إن إثبات العصا في ( الظهرِ) إجراءٌ ضروريٌ لإثبات الإدانة! ( 10 ) لا تمُت مُنتحراً لا تُسلم ِ الروحَ لعزرائيل في وقت ِ الوفاة ليس من حقك أن تختار نوعية َ أو وقت َ الممات انتبه لا تتدخل في اختصاص السُـلُـطات!!! | السخرية في شعر أحمد مطر |

| السخرية في شعر أحمد مطر | "حجة سخيفة" بيني وبين قاتلي حكاية طريفة، فقبل أن يطعنني حلفني بالكعبة الشريفة، أن أطعن السيف أنا بجثتي، فهو عجوز طاعن وكفه ضعيفة، حلفني أن أحبس الدماء عن ثيابه النظيفة، فهو عجوز مؤمن سوف يصلي بعدما يفرغ من تأدية الوظيفة، شكوته لحضرة الخليفة، فرد شكواي لأن حجتي سخيفة | السخرية في شعر أحمد مطر |

- جزء من قصيدة «مكسب شعبي»
| السخرية في شعر أحمد مطر | حملتُ شكوى الشعبِ في قصيدتي لحارس ِ العقيدة وصاحب ِ الجلالهِ الأكيدة قلتُ له: شعبُكَ يا سيدَنا صار (( على الحديدة )) شعبُكَ يا سيدَنا تهرأت من تحته ِ الحديدة شعبُكَ يا سيدَنا قد أكلَ الحديدة! وقبلَ أن أفرغَ من تلاوة ِ القصيدة رأيتُهُ يغرقُ في أحزانه ِ ويذرفُ الدموع وبعد َ يوم ٍ صدرَ القرارُ في الجريدة: أن تصرفَ الحكومةُ الرشيدة لكلّ رَبّ أسرة ٍ . . . حد يد ة ٌ جديدة! | السخرية في شعر أحمد مطر |

## أقوال أحمد مطر
- “يقال إن أقصر قصة كتبها إنسان هي التالية: «رجل ولد وعاش ومات». وأنا أعتقد أن سيرتي - شأن أي مواطن آخر في أوطاننا الجميلة - يمكن أن تروى على النسق نفسه، بشيء من التطويل، لتكون كالتالي: «رجل ولد ولم يعش ومع ذلك سيموت».” [79]
- “الحاكم علمنا درسا .. أن الحرية لا تهدى .. بل تستجدى!” [79]
- “في أي قطر عربي .. إن أعلن الذكي عن ذكائه .. فهو غبي” [79]
- “في الأرض مخلوقان: إنس وأمريكان!” [79]
- “الفرد في بلادنا .. مواطن أو سلطان .. ليس لدينا إنسان.” [79]
- “قال الصبي للحمار .. يا غبي .. قال الحمار للصبي .. يا عربي.”[79]
- “كلب والينا المعظم عضني اليوم ومات، فدعاني حارس الأمن لأعدم عندما اثبت تقرير الوفاة أن كلب السيد الوالي تسمم.”[80]
- “أريد الصمت كي أحيا، ولكن الذي ألقاه ينطقني..” [17]
- “وضعوني في إناء ثم قالوا لي تأقلم

و أنا لست بماءٍ
أنا من طين السماء
وإذا ضاق بي إنائي
بنموي يتحطم!” 
- “جس الطبيب خافقي وقال لي:

هل هنا الألم؟؟
قلت له: نعم
فشق بالمشرط جيب معطفي واخرج القلم!! 
هز الطبيب رأسه.. ومال وأبتسم 
وقال لي: ليس سوى قلم 
فقلت: لا يا سيدي
هذا يد ...وفم
ورصاصة.. ودم
وتهمة سافرة.... تمشي بلا قدم!” 
- “أنا لن أنافق حتى ولو وضعوا بكفى المغارب والمشارق”
- “يا صديقي

أنا ممنوعٌ منَ التفكيرِ حتى في التمني .
أنا لو أعصرُ ذهني
تعصرُ الدولة دُهني!!!”
- “عندما تذهب للنوم

تذكر أن تنام! 
كل صحوٍ خارج النوم حرام! 
وخذ الفرشاة والمعجون واغسل.. 
ما تبقى بين أسنانك من بعض الكلام!” 
- “نعم سمعنا عطسة في غابر الأيام

أطلقها مغامر رأى النظام غافلا.. 
فارتكب الزكام! 
لولاه ماكان لنا .. 
أن نعرف الشئ الذي 
يدعونه كلام!”
- “أجل إنني أنحني فاشهدوا ذلتي الباسلة، فلا تنحني الشمس

إلا لتبلغ قلب السماء، ولا تنحني السنبلة إذا لم تكن مثقلة.”
- “في لحظة الولادة نبكى..

ذلك لأننا قادمون إلى مسرح مكتظ بالحمقى”
- “في الجاهلية كانت الأصنام تمر..

و ان جاع العباد، فلهم من جثة المعبود زاد..
أما الآن صارت الأصنام تعبد الله وتأكل العباد وخيرات البلاد!!!”
- “إنني عندما شرعت في الكتابة، لم أضع في ذهني أية خطة لإنشاء مدرسة في الشعر.. ولا حتى «حضانة». كانت عندي صرخة أردت أن أطلقها، وكلمة حق أردت أن أغرزها في خاصرة الباطل .. وقد فعلت.

وباستطاعتي القول -مطمئناً- انه إذا عرضت قصيدتي على قارئي، فلن تحتاج إلى وضع اسمي عليها، لكي يعرف أنها قصيدتي.”
- “إنني لم أتجاهل وسائل الإعلام..بل تجاهلت وسائل الإعدام.

تلك التي تكتب بالممحاة، وتقدم للناس فراغاً خالياً محشواً بكمية هائلة من الخواء!.”
- “الواقع السياسي العربي .. ملعب أمريكي يلعب فيه اثنان وعشرون لاعباً، فريق منهم في الجهة الشرقية وفريق في الجهة الغربية. يختلفون ويتناحرون على متابعة الكرة، لكنهم جميعاً يتفقون على قاعدة لعب واحدة.والأهداف التي يسعون إلى تحقيقها، في هذا المرمى أو ذاك هي كلها في النتيجة لا تخرج عن نطاق الملعب.

أما الواقع السياسي الإسلامي فهو محكمة تضع القرآن في قفص الإتهام وتطلب منه أن يقسم على القرآن أن يقول الحق ولا شيء غير الحق!
أما الواقع السياسي العالمي فهو مسرح يعرض نصاً مؤلفته ومخرجته وممثلته .. أمريكا.
والجمهور في المواقع الثلاثة مربوط إلى الكراسي بالقوة .. ممنوع عليه التدخين أو المشاركة أو الاحتجاج.ومسموح له فقط بأن يصفق أو يطبل أو يقول «يحيا العدل»!”
- “ خساراتي: أرباح، أصبحت لكثرتها أغنى الأغنياء .. ففي كل صباح أستيقظ فأجدني معي، أحمد الله ثم أبدأ بتفقد كنوزي، أدق قلبي الجريح فترد كبريائي«أنا هنا»، أتفحص جيبي المثقوب، تضحك أناملي«لا تتعب نفسك .. لم أقبض صكاً من سلطان».. أتلمس روحي، تبتسم آلامها «اطمئن، لم يستطيعوا اغتصابي».. أفتح كتابي، يلهث في وجهي قائلاً «صادروني اليوم في البلد الفلاني». وطول جولتي يسليني ضميري بدندنة لا تنقطع: لم نمدح شيطاناً، لم نخن قضية الإنسان، لم ننس فلسطين، لم نذعن لأية سلطة، لم نضحك في وجه مرتزق .. وهلم فخراً.

عندئذ، أتطلع إلى المرآة مبتهجاً، وأهتف بامتنان: «ألف شكر .. لم أبعني لأحد»”
- “ارتباطي: هو بقضية كل إنسان ضعيف ومستلب.”[84]
- “شغلي: هو كنس العروش الفاسدة”[84]
- “مكسبي: احترامي لذاتي”[84]
- “إن من الطبيعي أن تجد في البيت العربي الواحد أربعة شعوب متناحرة لمحض اختلافها بالرأي، وإذا كان لنا امتياز من غيرنا فإننا شعب فينا كل شروط الكتلة، ومع ذلك بإمكان أي مواطن فيه أن يكفر جميع إخوانه ويحجز الجنة التي عرضها السماوات والأرض له وحده، بل بلغ العجز فينا أن الواحد منا يستطيع أن يكون وحده فرقة ناجية لوحده، ثم لا يلبث نصفه الأيمن أن يعلن انشقاقه علي نصفه الأيسر”[2][3]
- “إن الأرض تكرر دورانها حول الشمس كل يوم، لكنها لا تكرر نفسها حتي في لحظتين متتاليتين، والشعر العربي يكرر موضوع الحب منذ الجاهلية، والقضية برمتها هي عبارة عن رجل يعشق امرأة، وامرأة تحب رجلا، فهل تستطيع القول إن الموضوع قد اختلف عن هذا يوما ما؟ . إن هذا الموضوع لم ينته بالتكرار، لأن هناك دائما زاوية جديدة للنظر ونبرة جديدة للبوح وثوبا جديدا للمعني ... إني أتساءل: ألا يكون الحب حبا إلا إذا قام بين رجل وامرأة؟! أليس حبا حنينك إلي مسقط رأسك؟ .. أليس حبا أن تستميت لاسترداد الوطن من اللصوص؟ ...أليس حبا أن تحاول هدم السجن وبناء مدرسة؟ ... إن البكاء علي الأهل والغضب علي المقاول، هما ارفع أنواع الحب في مثل هذا الموقف”[2][3]

## وصلات خارجية
- مجلة اللغة العربية وادابها
- abujawad.wordpress
- منتدى الساخر
- موقع اقتباس
- Lady No Man
- alwatanvoice
- أعماله الكاملة على موقع جود ريدز
- الشعرية الكاملة لأحمد مطر
- الموسوعة العالمية للشعر
- موقع الباحث العربى
- ضفاف متوهجة
- الموسوعة العالمية للشعر العربى (قصيدة ما أصعب الكلام إلى ناجي العلي)
- اقتباس.كوم
- موقع معاجم
- maqola.org
- منتدى ياهو-مكتوب
- شبكة أبو نواف
- جريدة الراية